# Pierrick Maïa
Pierrick Maïa (né le 16 février 1967 à Caen en France) est un joueur professionnel français de hockey sur glace.

## Biographie

### Carrière en club
Il commence sa carrière dans le championnat universitaire pour l'équipe de l'université de l'État de Bowling Green en 1987. Après quatre saisons, le jeune centre rejoint le championnat Élite de son pays natal, la Nationale 1.
Il signe alors pour les Dragons de Rouen et gagne dès sa première saison sous ses nouvelles couleurs, sa première Coupe Magnus trophée suprême de l'élite française. En 1994, il devient le nouveau capitaine de l'équipe ; il reste au club jusqu'à la fin de la saison 1997-1998 remportant par la même occasion trois Coupes Magnus de plus (en 1992-1993, 1993-1994 et 1994-1995) ainsi qu'une Coupe des ligues européennes en 1996.
Il rejoint alors le Hockey Club du Havre qui évolue alors en troisième division française. Il aider au bout de deux saisons son équipe à remonter en seconde division mais prend sa retraite en 2002.
Depuis, il n'a pas quitté le monde du hockey et on le retrouve au sein de la Fédération française de hockey sur glace, en tant que superviseur de la finale pour les jeunes en 2007.

### Carrière internationale
Il représente la France lors du Championnat du monde en 1993, 1994 et 1995 ainsi qu'aux Jeux olympiques en 1994.

## Statistiques

### Statistiques en club
| Saison    | Équipe           | Ligue     |    | Saison régulière | Saison régulière | Saison régulière | Saison régulière | Saison régulière |   | Séries éliminatoires | Séries éliminatoires | Séries éliminatoires | Séries éliminatoires | Séries éliminatoires |
| Saison    | Équipe           | Ligue     | PJ | B                | A                | Pts              | Pun              | PJ               | B | A                    | Pts                  | Pun                  |                      |                      |
| 1987-1988 | U. Bowling Green | NCAA      | 41 | 6                | 12               | 18               | 14               |                  |   |                      |                      |                      |                      |                      |
| 1988-1989 | U. Bowling Green | NCAA      | 43 | 15               | 21               | 36               | 32               |                  |   |                      |                      |                      |                      |                      |
| 1989-1990 | U. Bowling Green | NCAA      | 39 | 4                | 5                | 9                | 16               |                  |   |                      |                      |                      |                      |                      |
| 1990-1991 | U. Bowling Green | NCAA      | 40 | 7                | 9                | 16               | 26               |                  |   |                      |                      |                      |                      |                      |
| 1991-1992 | Dragons de Rouen | CE        |    |                  |                  |                  |                  |                  |   |                      |                      |                      |                      |                      |
| 1991-1992 | Dragons de Rouen | France    | 32 | 19               | 18               | 37               | 28               |                  |   |                      |                      |                      |                      |                      |
| 1992-1993 | Dragons de Rouen | CE        |    |                  |                  |                  |                  |                  |   |                      |                      |                      |                      |                      |
| 1992-1993 | Dragons de Rouen | France    | 32 | 16               | 23               | 39               | 24               |                  |   |                      |                      |                      |                      |                      |
| 1993-1994 | Dragons de Rouen | CE        |    |                  |                  |                  |                  |                  |   |                      |                      |                      |                      |                      |
| 1993-1994 | Dragons de Rouen | France    | 20 | 17               | 28               | 45               | 12               | 11               | 7 | 8                    | 15                   | 6                    |                      |                      |
| 1994-1995 | Dragons de Rouen | CE        |    |                  |                  |                  |                  |                  |   |                      |                      |                      |                      |                      |
| 1994-1995 | Dragons de Rouen | France    | 21 | 6                | 10               | 16               | 47               | 6                | 0 | 7                    | 7                    | 0                    |                      |                      |
| 1995-1996 | Dragons de Rouen | CE        |    |                  |                  |                  |                  |                  |   |                      |                      |                      |                      |                      |
| 1995-1996 | Dragons de Rouen | France    | 27 | 8                | 15               | 23               | 22               | 9                | 2 | 7                    | 9                    | 6                    |                      |                      |
| 1996-1997 | Dragons de Rouen | CE        | 6  | 1                | 2                | 3                | 29               |                  |   |                      |                      |                      |                      |                      |
| 1996-1997 | Dragons de Rouen | France    | 32 | 6                | 25               | 31               | 20               | 11               | 0 | 8                    | 8                    | 2                    |                      |                      |
| 1997-1998 | Dragons de Rouen | France    | 46 | 11               | 23               | 34               | 38               |                  |   |                      |                      |                      |                      |                      |
| 1999-2000 | Docks du Havre   | Div 3 Fr. |    |                  |                  |                  |                  |                  |   |                      |                      |                      |                      |                      |
| 2000-2001 | Docks du Havre   | Div 3 Fr. |    |                  |                  |                  |                  |                  |   |                      |                      |                      |                      |                      |
| 2001-2002 | Docks du Havre   | Div 2 Fr. |    |                  |                  |                  |                  |                  |   |                      |                      |                      |                      |                      |

### Statistiques en équipe nationale
| Saison | Équipe | Compétition          |   | PJ | B | A | Pts | Pun            |  | Résultat |
| 1993   | France | Championnat du monde | 6 | 1  | 0 | 1 | 4   | Douzième place |  |          |
| 1994   | France | Jeux olympiques      | 7 | 3  | 0 | 3 | 10  | Dixième place  |  |          |
| 1994   | France | Championnat du monde | 5 | 0  | 0 | 0 | 2   | Dixième place  |  |          |
| 1995   | France | Championnat du monde |   |    |   |   |     | Huitième place |  |          |